# Cerro Pumiri
Der Cerro Pumiri (auch: Cerro Pumiri de Sabaya) ist ein 4852 m hoher inaktiver Stratovulkan im südamerikanischen Anden-Staat Bolivien.
Der Cerro Pumiri liegt auf dem bolivianischen Altiplano wenige Kilometer nördlich des Salzsees Salar de Coipasa im Municipio Sabaya in der Provinz Sabaya im Departamento Oruro. Der Cerro Pumiri ist benachbart einer Kette von Vulkanen, die im Westen mit dem chilenischen Vulkan Isluga (5577 m) beginnt und sich über den Dreiergipfel des Cabaraya (5869 m) und den Tata Sabaya (5385 m) bis zum Cerro Pariani (5077 m) erstreckt.
Am südöstlichen Rand des Cerro Pumiri befindet sind die Ortschaft Sabaya, zentraler Ort der gesamten Region nördlich des Salar de Coipasa.